# پیمان یاندابو
پیمان یاندابو (انگلیسی: Treaty of Yandabo) در روز ۲۴ فوریه ۱۸۲۶ در روستای یاندابو در کنار رود ایراوادی میان امپراتوری بریتانیا و پادشاهی برمه به امضا رسید و به جنگ اول انگلیس و برمه پایان داد. این جنگ که از سال ۱۸۲۴ آغاز شده بود، به دنبال تلاش پادشاهی برمه برای گسترش قلمرو خود تا مرزهای هند انگلیسی و نفوذ در شمال‌شرقی هند به وقوع پیوست. ارتش بریتانیا با حمله به جنوب برمه و تصرف رانگون و بخش‌های بزرگی از آسام، مانیپور، آراکان و تناسیریم توانست برتری خود را تثبیت کند. پس از نزدیک به دو سال نبرد سنگین، نیروهای بریتانیایی تا نزدیکی پایتخت برمه پیشروی کردند و در چنین شرایطی، حکومت برمه ناچار شد شرایط تحمیلی بریتانیا را بپذیرد. بر اساس این پیمان، پادشاهی برمه متعهد شد که سرزمین‌های آسام، مانیپور، آراکان و سواحل تناسیریم را واگذار کند، از مداخله در کاچار و جاینتیا دست بردارد، یک میلیون پوند استرلینگ غرامت جنگی در چهار قسط بپردازد، اجازه تبادل نمایندگان سیاسی میان آوا و کلکته را صادر کند و در آینده نزدیک پیمانی تجاری با بریتانیا به امضا برساند. قسط اول غرامت به ارزش ۲۵۰ هزار پوند هنگام امضا پرداخت شد و شرط خروج ارتش بریتانیا از رانگون نیز پرداخت قسط دوم ظرف صد روز بود.
این جنگ یکی از پرهزینه‌ترین جنگ‌های تاریخ هند بریتانیا به‌شمار می‌رفت؛ حدود ۱۵ هزار نفر از سربازان بریتانیایی و هندی جان خود را از دست دادند که بیشتر آن‌ها قربانی بیماری شدند و هزینه مالی جنگ بین پنج تا سیزده میلیون پوند استرلینگ برآورد شده است. همین امر اقتصاد هند بریتانیا را دچار بحران جدی کرد و منجر به ورشکستگی بسیاری از نهادهای مالی محلی شد. برای برمه نیز پیامدهای پیمان یاندابو سنگین بود. این کشور بخش‌های مهمی از قلمرو و منابع خود را از دست داد و ناگزیر شد غرامتی کمرشکن بپردازد. این پیمان آغازگر روندی بود که در نهایت به فروپاشی کامل استقلال برمه و تبدیل آن به مستعمره بریتانیا در اواخر قرن نوزدهم انجامید.
برای آسام و شمال‌شرق هند، پیمان یاندابو نقطه پایانی بر سلطنت چندصدساله آهوم و آغاز دوره‌ای تازه از سلطه مستقیم بریتانیا بود. این تغییر مسیر، نه تنها ساختار سیاسی منطقه را دگرگون کرد، بلکه پیامدهای اقتصادی و اجتماعی فراوانی نیز به همراه داشت؛ از جمله شکل‌گیری اقتصاد استعماری مبتنی بر کشت و تجارت چای، دگرگونی در ساختارهای سنتی و تغییرات جمعیتی. به این ترتیب، پیمان یاندابو فراتر از یک توافق صلح ساده بود و به منزله نقطه عطفی در تاریخ منطقه محسوب می‌شود که مسیر آینده برمه، آسام و شمال‌شرق هند را به‌طور بنیادین تغییر داد.